# Отто Вайсс
Отто Альберт Бернгард Вайсс (нім. Otto Albert Bernhard Weiß; 25 вересня 1907, Бреслау — 9 серпня 1955, Кіль) — німецький льотчик-ас, оберст люфтваффе (1 листопада 1943). Кавалер Лицарського хреста Залізного хреста з дубовим листям.

## Біографія
В 1931-33 роках служив в поліції. В 1934 році вступив в люфтваффе. З 1 серпня 1938 року — командир 1-ї ескадрильї 40-ї групи пікіруючих бомбардувальників, з 1 листопада 1938 року — 4-ї (штурмової) ескадрильї 2-ї навчальної ескадри. Відзначився під час Польської кампанії. З 13 вересня 1939 по жовтень 1940 року — командир 2-ї (штурмової) групи своєї ескадри. Учасник Французької кампанії і битви за Британію. З 21 червня 1941 року — знову командир 2-ї групи. Учасник Німецько-радянської війни. В грудні 1941 року, під час битви за Москву, здійснив свій 450-й бойовий виліт, до того часу знищив 31 танк, понад 200 автомобілів і 30 гармат. З 13 січня 1942 року — командир 1-ї ескадри пікіруючих бомбардувальників, з якою з травня 1942 року воював на південній ділянці фронту. 18 червня 1942 року відкликаний до штабу штурмової авіації, де в кінці року очолив випробувальне командування протитанкової авіації. З лютого 1943 року — командир протитанкової групи «Вайсс». Учасник Курської битви. З липня 1943 року — інспектор важкої винищувальної авіації та авіації підтримки сухопутних військ. З грудня 1943 року — співробітник Аеродромної комісії ОКЗ, з квітня 1944 року здійснював координацію дій авіації в Прибалтиці, потім в Богемії і Моравії. В січні 1945 року переведений у штаб 6-го повітряного флоту. Всього за час бойових дій здійснив понад 520 бойових вильотів, знищив 53 танки і понад 200 автомобілів.

## Нагороди
- Німецька імперська відзнака за фізичну підготовку в бронзі
- Нагрудний знак пілота
- Медаль «За вислугу років у Вермахті» 4-го класу (4 роки)
- Залізний хрест
  - 2-го класу (13 вересня 1939)
  - 1-го класу (30 вересня 1939)
- Відзначений у Вермахтберіхт (17 травня 1940)
- Лицарський хрест Залізного хреста з дубовим листям
  - лицарський хрест (18 травня 1940)
  - дубове листя (№ 52; 31 грудня 1941) — вручений особисто Адольфом Гітлером.
- Почесний Кубок Люфтваффе (9 листопада 1940)
- Авіаційна планка бомбардувальника в золоті із застібкою «500»
- Комбінований Знак Пілот-Спостерігач
- Медаль «За зимову кампанію на Сході 1941/42»